# Helmut Schmidinger

Helmut Schmidinger (März 2007)

Helmut Schmidinger (* 11. Mai 1969 in Wels, Oberösterreich) ist ein österreichischer Komponist, Veranstalter, Musikpädagoge, Notengrafiker.

## Leben
Helmut Schmidinger erhielt in den Jahren von 1982 bis 1987 seinen ersten musikalischen Unterricht in Musiktheorie bei Peter Schneeberger, Klavier bei Gertrud Jetschgo sowie Oboe bei Johann Wolfslehner an der Landesmusikschule Wels. Im Anschluss daran studierte er bis zum Jahr 1990 an der Universität Mozarteum Salzburg Klavier bei Heinz Walter und Oboe bei Arthur Jensen. Im selben Jahr legte er ebenda die Lehrbefähigungsprüfung in Klavier mit ausgezeichnetem Erfolg ab. In den Jahren von 1990 bis 1992 studierte er am Mozarteum Komposition bei Gerhard Wimberger und Hans-Jürgen von Bose. Nachdem er im Jahr 1992 im Rahmen eines internationalen Workshops für Neue Musik in Bad Ischl Kurse in Computermusik und Live-Elektronik bei Dexter Morill sowie Komposition bei Ernst Helmuth Flammer belegt hatte, beendete er sein Kompositionsstudium am Mozarteum und legte sein Kompositions-Diplom bei Gerd Kühr ebenda ab.
Zu Gast in Tokyo, New York, Prag oder Paris und bei Festivals wie dem Luzern Festival, den Bregenzer Festspielen, dem Carinthischen Sommer oder dem Brucknerfest Linz zeigt Schmidinger sich als zur Tradition bekennender Komponist, der im inspirativen Dialog mit der Vergangenheit steht, diese über stetig neu definierte und originelle Referenzansätze beleuchtet und letztlich in seiner Personalsprache kommentiert. Damit wird er zeitgemäßer und lebendiger Kommunikation mit den Rezipienten gerecht – seinem Hauptanliegen als Komponist und Musiker. In der Tätigkeit als Notengrafiker und Editor älterer Werke findet der Bezug zur Musikgeschichte durch die unmittelbare Nähe zu den Quellen Entsprechung. Den Musikvermittler Schmidinger zeichnet intensive pädagogische Erfahrung aus, die er in kompositionspädagogischen Konzeptionen für Jugendliche und Studierende kreativ umsetzt. Konzertorganisationen (Welser Abonnementkonzerte, Treffpunkt Neue Musik, Jeunesse Wels) ergänzen seine Positionen im Musikleben.
In Graz wurde 2019 eine Musikschule nach ihm benannt.

### Stil
Mit “… between thin slices …” (Fünf Intermezzi für großes Orchester, Auftragswerk der Württembergischen Philharmonie Reutlingen) präsentierte Helmut Schmidinger 2010/11 sein op. 100. In Anspielung auf die reduzierte „Sandwich-Position“ zeitgenössischer Werke in aktuellen Konzertprogrammen (ein „Zwischendasein“ innerhalb vielgespielter Klassik-Standards) verbirgt sich dahinter klangsinnig-lyrische, perkussiv-packende und „zwischen den Zeilen“ irisierend-färbige Musik, die von Texten Goethes, Rilkes, Schillers und Bachmanns inspiriert ist. Der Incipit „zwischen“ ist diesen Gedichten gemeinsam. Literatur heranzuziehen, ist nur eine der Strategien in Schmidingers variantenreichem Agieren mit außermusikalischen Bezügen. Die Arbeitsvorgänge gestalten sich dabei unterschiedlich: Bestimmt in „… schickt sich wahrscheinlich nicht in einem so ernsten Konzert“ (2003/04)  für Violine, Violoncello und Klavier die Idee des an Schnitzlers Leutnant Gustl orientierten „Inneren Monologs“ den musikalischen Duktus und die rhythmische Textur, so zieht Schmidinger in Das letzte Kapitel (2005) für Violine, Sprecher, kleine Trommel und Streichorchester (Auftragswerk des Wiener Concert-Vereins) die Idee zur Form des entlang des Texts geführten Stücks (Solokonzert) aus der inhaltlichen Gegenüberstellung von Individuum und Kollektiv in Kästners gleichnamiger Vorlage. Die als Chiffre fungierende Intervallkonstruktion widerspiegelt Kästners textlich inszenierte Zeitstufen. Anderes wiederum ergibt sich, wenn Schmidinger humorvolle Musik rund um Kochrezepte baut (Blunzenknödel, Gefülltes Gansl) oder Sprüche auf alten Mostpressen in Töne setzt („Wo der Bartl den Most holt“). Den „Originalton“ Mozarts oder Mahlers übernimmt er von deren „Wort-Kompositionen“ – sei es, dass Schmidinger in „… und mich nach ihm zu Tode sehnend“ (2010/11) (Oszillogramm für Sopran und Kammerensemble nach Brieftexten Gustav Mahlers an Anna von Mildenburg) „fiktive“ Seelenregungen der Mildenburg auf die „realen“ Briefe Mahlers folgen lässt, oder sei es, dass er im Mozartjahr 2006 den „ausgebeuteten“ Jubilar alternativ ehrt, indem Briefbotschaften abseits der vielzitierten „Bäsle-Korrespondenz“ als Textfundus dienen und zum Liederzyklus „… dass sie schatten und licht geben“ für Bariton und Orchester werden.
Die Brücke zu Komponisten der Vergangenheit schlägt Schmidinger fast immer unter konsequenter Vermeidung direkten musikalischen Zitats. So überrascht sein Schaffen stets durch geistreiche Spielarten neuer Referenzideen. Als Auftragswerke der Stadt Augsburg anlässlich des 58. Deutschen Mozart-Fests etwa ziehen die Zyklen (2008/09) für Streichquartett ihr konstitutives Tonmaterial aus dem intervallischen Bezug der Tonartenfolge Mozartscher Streichquartett-Zyklen.
Deutlich bestimmt die Werkgattung die Tonsprache. So komponiert der passionierte Förderer der Jugend für jugendliche Interpreten in anderem Tonfall, adressiert Intimes, Feinsinniges gern in kammermusikalischer Besetzung und subtiler Tongebung und äußert seine Affinität zu Musikdramatik und narrativen Momenten über eine Vielzahl von komplex agierenden Ausführenden. Das Anliegen, nahe am Instrument zu komponieren, realisiert Schmidinger vor allem über Widmungsstücke – an Interpreten trifft man hier auf Christian Altenburger, Wolfgang Holzmair oder Ildikó Raimondi. Dennis Russell Davies oder Krzysztof Penderecki dirigierten seine Werke.

## Auszeichnungen
- 2015: „Music Teacher Award for Excellence“ in der Kategorie „Best Print Resource Award“ für LISTENING LAB
- 2014: „Empfehlung“ beim VDS-Medienpreis für LISTENING LAB (Hrsg. und Autor gemeinsam mit Constanze Wimmer)
- 2012: Anton Bruckner Stipendium des Landes Oberösterreich
- 2012: Kulturmedaille der Stadt Wels in Gold[4]
- 2012: „Composer-in-Residence“ beim Festival in St. Gallen (Steiermark)
- 2009: Staatsstipendium für Komposition des Bundesministeriums für Unterricht, Kunst und Kultur
- 2008: „Composer-in-Residence“ beim Festival LOISIARTE
- 2006: Anton Bruckner Stipendium des Landes Oberösterreich
- 2005/06: „Composer-in-Residence“ Wiener Concert-Verein
- 2004: Auszeichnung „Prädikat Praxiserprobt“ aus 275 Einsendungen vom Verband deutscher Musikschulen für „Jet Set Trio in 3 Minuten“
- 2004: Kulturpreis des Landes Oberösterreich
- 2004: Förderungspreis für Musik der Republik Österreich
- 1998: „Composer-in-Residence“ beim Komponistenforum Mittersill
- 1996: Staatsstipendium für Komposition des Bundesministeriums für Wissenschaft, Forschung und Kunst
- 1995: Förderungspreis der „Theodor-Körner-Stiftung“
- 1994:  Vertreter der Hochschule Mozarteum bei den Europäischen Interkonzerten
- 1993: Talentförderungsprämie für Komposition des Landes Oberösterreich
- 1992/93: Stipendiat der Carl Michael Ziehrer-Stiftung
- 1991: Erster Preis beim Kompositionswettbewerb der „Jeunesse musicale“
- 1990: Leistungsstipendium der Hochschule Mozarteum

## Werke (Auswahl)
Ein vollständiges Werkverzeichnis befindet sich auf der Website des Komponisten.

### Bühnenwerke
- Operation „Fliegenklappe“ – ein Crimical für Jugendliche in 3 Akten (1996)[5]
- Zum Beispiel Franz – Kammermusiktheater für einen Schauspieler, eine Sängerin und Streichquartett nach Texten von Franz Strasser (2010–2011)[5]
- Die Nasenwurst  – Kinderoper in drei Aufzügen nach Texten von Markus Siber (2011)[5]
- Lynx, der Luchs – Eine Opern-Zeitreise für Kinder (2012)[5]

### Orchesterwerke
- „… wenn er immer so einen Riesen hinter sich marschieren hört“ – Nachklänge für Orchester (2007)[5]
- „da siz ich in meiner Einöde“ – Sinfonie in fünf Sätzen für Streichorchester (2009)[5]
- “… between thin slices …” – 5 Intermezzi nach Incipits verschiedener Dichter (2010–2011)[5]
- Ein Bleistiftspitzer packt aus – Enthüllungsgeschichten zum Mitschreiben für Erzähler und Orchester (2011–2012)[5]

### Solowerke
- „.… nicht ehe die Trommeln verstummen …“ – Concertino für 2 kleine Trommeln und Kammerensemble (1997)[5]
- Weißkunigs letzter Ritt – Toccata für Pauken und Kammerensemble oder Orchester (2000)[5]
- „Das letzte Kapitel“ – Rondo nach dem gleichnamigen Gedicht von Erich Kästner für Violine, Sprecher, kleine Trommel und Streichorchester (2005)[5]
- Metamorphosen über Joseph Haydn – Solo für Violine und Orchester (2009)[5]
- „… das Geräusch von den Flügeln, die einander berührten …“ – Solo für Violine und Violoncello mit Streichorchester (2010)[5]

### Kammermusik
- „Nur ein Hauch! – und er ist Zeit“ – eine phantastische Fortschreibung von Schuberts DV 703 für Streichquartett (2002)[5]
- „...schickt sich wahrscheinlich nicht in einem so ernsten Konzert“ – Zehn Sätze aus „Leutnant Gustl“ von Arthur Schnitzler für Violine, Violoncello und Klavier (2003)[5]
- „Drei Kratere nur mische ich für die Vernünftigen“ – Quartett für Klarinette, Violine, Viola und Violoncello (2007–2008)[5]
- Zyklen für Streichquartett – für zwei Violinen, Viola und Violoncello (2008–2009)[5]

### Vokalwerke
- „… dass sie schatten und licht geben …“ – ein Liederzyklus nach Brieftexten von Wolfgang Amadeus Mozart für Bariton und Orchester (2006)[5]
- „Wo der Bartl den Most holt“ – Sprüche, Gedichte und Geschichten rund um den Most für Bariton und Klavier (2008–2009)[5]
- Gefülltes Gansl – für gemischten Chor (2010)[5]